# Andrzej Maleszka
Andrzej Maleszka (ur. 3 marca 1955 w Poznaniu) – polski reżyser telewizyjny i teatralny, scenarzysta i pisarz, specjalizujący się w twórczości dla dzieci i młodzieży. Autor i reżyser ponad 30 spektakli wystawianych w teatrach bądź prezentowanych w telewizyjnym Teatrze Młodego Widza, oraz kilkunastu filmów i seriali telewizyjnych. Laureat kilkunastu nagród i wyróżnień, w tym międzynarodowej nagrody Emmy za cykl filmowy Magiczne drzewo (2003–2006), autor serii powieści o tym samym tytule.

## Życiorys
W 1977 roku ukończył filologię polską ze specjalizacją teatrologiczną na Uniwersytecie im. Adama Mickiewicza w Poznaniu; zajęcia prowadzili m.in. Izabella Cywińska i Janusz Nyczak. Równolegle był kierownikiem artystycznym Studenckiego Teatru Nurt.
W 1978 rozpoczął pracę w poznańskim ośrodku Telewizji Polskiej i realizował jako autor i reżyser miniatury teatralne oraz filmy krótkometrażowe. W latach 1986–1990 związany był z poznańskim Teatrem Nowym, wyreżyserował tam cztery spektakle oparte na własnych utworach dramatycznych. W tym czasie tworzył także, nagradzane później, spektakle dla telewizyjnego Teatru Młodego Widza. Jako prozaik zadebiutował w 1991 powieścią Ofelia.
Znany jest przede wszystkim jako twórca niekonwencjonalnych filmów i spektakli dla młodej widowni. „Sukces osiąga między innymi tym, że młodego widza w teatrze i w kinie traktuje poważnie i opowiada mu, a także jego rodzicom, historie atrakcyjne, inteligentne, nasycone specyficznym humorem”. Jego dzieła to „magiczne widowiska – na poły baśniowe, a jednak wyjaśniające dzieciom otaczającą je rzeczywistość, posługując się przy tym potocznym – jak sam mówi: domowym – językiem”.
Zrealizował ponad 30 spektakli wystawianych w teatrze bądź prezentowanych w telewizji, wszystkie na podstawie autorskiego scenariusza. Najważniejsze spektakle teatralne to: Wielkoludy (1986), Burza w Teatrze Gogo (1988), Mechaniczna Magdalena (1988), Maszyna zmian (1990) i Mama – Nic (1991). Jego dorobek telewizyjny to m.in. serial Mama nic (1993), film Kociak (1995, dla Eurowizji), film Niebieska róża (1996, dla Eurowizji), serial Maszyna Zmian (1995, Grand Prix w Monachium), serial Maszyna zmian. Nowe przygody (1996; odc. „Tele Julia” nominowano do nagrody International Emmy), czy wielokrotnie nagradzane: serial-cykl 10-ciu filmów (2003-2006) i film fabularny (2009) pt. Magiczne drzewo. Serial nagrodzono w 2007 roku m.in. nagrodą International Emmy w kategorii programów dla dzieci i młodzieży. Za film otrzymał w 2010 główną nagrodę na festiwalu BAMkids Film Festival organizowanym w Nowym Jorku przez Brooklyn Academy of Music.
W 2007 roku został członkiem Związku Autorów i Producentów Audiowizualnych, a w 2010 członkiem Polskiej Akademii Filmowej.
Nakładem wydawnictwa Znak Maleszka od 2009 roku wydaje kolejne powieści z serii „Magiczne drzewo”, składają się na nią takie pozycje jak przykładowo „Czerwone krzesło”, „Cień smoka” oraz „Świat ogromnych”. „Magiczne drzewo” zdobyło prestiżową nagrodę „Najlepsza książka roku” przyznawaną przez polską sekcję IBBY, nagrodę Polskiej izby Wydawców, czy nagrodę ZAiKS i przetłumaczone zostało na 11 języków. Nawiązując do tego cyklu w 2016 wydał powieść pod tytułem „Bohaterowie Magicznego Drzewa. Porwanie”, która rozpoczęła nową serię.
Dokonania Andrzeja Maleszki docenione zostały zarówno w kraju, jak i za granicą. Zdobył łącznie kilkadziesiąt nagród i wyróżnień na polskich i międzynarodowych festiwalach filmowych oraz innych. Jest laureatem m.in. Grand Prix i UNESCO Prize na festiwalu Prix Jeunesse International w Monachium (1998), Srebrnego Medalu na The New York TV Festiwal (1993), nagrody Specjalnej na Festiwalu Sztuk Współczesnych we Wrocławiu, nagrody Jury na Międzynarodowym Festiwalu Telewizyjnym w Chicago (1994) oraz Grand Prix na Festiwalu Filmów Telewizyjnych w Montevideo (Urugwaj, 1998). W 1998 roku regionalny oddział Gazety Wyborczej nagrodziła Andrzeja Maleszkę „Gigantem” przyznawanym za „poznański styl pracy”, znalazł się tu w towarzystwie m.in. Tadeusza Mazowieckiego, himalaisty Krzysztofa Wielickiego czy o. Jana Góry.
Na wniosek poznańskich dzieci Maleszka nagrodzony został Orderem Uśmiechu.

## Twórczość

### Powieści
- 1991: „Ofelia”, Kantor Wydawniczy SAWW
  - cz.1: „Ofelia w teatrze”
  - cz.2: „Ofelia na wakacjach”

Cykl „Magiczne drzewo”, SIW Znak
- 2009: „Magiczne drzewo. Czerwone krzesło” (7 przekładów zagranicznych)
- 2010: „Magiczne drzewo. Tajemnica mostu” (4 przekłady zagraniczne)
- 2011: „Magiczne drzewo. Olbrzym” (przekład koreański)
- 2012: „Magiczne drzewo. Pojedynek” (przekład koreański)
- 2013: „Magiczne drzewo. Gra” (przekład koreański)
- 2014: „Magiczne drzewo. Cień smoka” (przekład koreański)
- 2015: „Magiczne drzewo. Świat ogromnych”
- 2016: „Magiczne drzewo. Inwazja”
- 2017: „Magiczne drzewo. Berło”
- 2018: „Magiczne drzewo. Czas robotów”
- 2019: „Magiczne drzewo. Pióro T-Rexa”
- 2022: „Magiczne drzewo. Geniusz”
- 2023: „Magiczne drzewo. Zaginiona para”

Cykl „Bohaterowie magicznego drzewa”, SIW Znak
- 2016: „Bohaterowie magicznego drzewa. Porwanie”
- 2021: „Bohaterowie magicznego drzewa. Stwór”

### Filmografia
Andrzej Maleszka jest autorem i reżyserem wszystkich pozycji:
- 1986: film tel. – Wieża Babel (TVP, tel. węgierska i pozn. ośrodek sztuki dla dzieci)
- 1988: film tel. – Dziennik z planety Babel (TVP, zamówienie tel. węgierska, realizacja Węgry)
- 1989: film tel. – Mechaniczna Magdalena (TVP), fabuła odmienna od utworu dramat.
- 1990: film tel. – Ofelia na wakacjach (TVP)
- 1993: serial tel. bez-dialogowy – Jacek (7 odc., TVP)
- 1993: film tel. – Jakub (TVP; seria Drama Exchange EBU, koprodukcja EBU i TVP)
- 1993: serial tel. – Mama – Nic (4 odc., TVP)
- 1995: film tel. – Kociak (TVP; seria Drama Exchange EBU, koprodukcja EBU i TVP)
- 1995: serial tel. – Maszyna zmian (7 odc., TVP), fabuła odmienna od utworu dramat.
- 1996: serial tel. – Maszyna zmian. Nowe przygody (5 odc., TVP)
- 1996: film tel. – Niebieska róża (TVP; seria Drama Exchange EBU, koprodukcja EBU i TVP)
- 1997: film tel. – Polowanie (TVP; seria Drama Exchange EBU, koprodukcja EBU i TVP)
- 2000: film tel. – Koniec świata u Nowaków (TVP)
- 2001: film fab. – Sto minut wakacji (TVP, koprodukcja TVP i ZDF)
- 2003: serial tel. – Sto minut wakacji (5 odc., TVP)
- 2003–2006: serial tel. – Magiczne drzewo (10 odc., TVP)
- 2009: film fab. – Magiczne drzewo

Scenariusze
- 2008: Das Morphus-Geheimnis. Realizacja: Niemcy, Szwajcaria – reż. K. Hattop

### Teatr i spektakle telewizyjne
Andrzej Maleszka jest autorem i reżyserem większości pozycji, z wyjątkiem oznaczonych:
- 1977: „Rex Nemorensis” (utwór dramatyczny, Studencki Teatr Nurt, Poznań)
- 1977: „Doktor Humbug” (utwór dramatyczny, Studencki Teatr Nurt, Poznań)
- 1980–1983: „Godzina Arlekina” (cykl spektakli telewizyjnych, TVP)
  - 1980: „Nocna szkoła”
  - 1980: „Prezent”
  - 1980: „Rajskie miasteczko” – scenariusz. Reżyseria z J. Hamerskim
  - 1981: „Szalony fryzjer”
  - 1982: „Król zimy”
  - 1982: „Śmieciuch”
  - 1982: „Szkoła profesora Marcina”
  - 1983: „Bezludna wyspa ze snu”
  - 1983: „Historia z diabłem i aniołem, czyli sceny z życia rodzinnego”
  - 1983: „Marionetki”
- 1982: „Bajka o białym baranku” (spektakl tel., TVP)
- 1982: „Baśń o Kasi i drzewie” (spektakl tel., TVP)
- 1982: „Opera o Kolumbie” (spektakl tel., TVP) – scenariusz i reżyseria. Wraz z J. Hamerskim
- 1983: „Odlot” (spektakl tel., TVP)
- 1984: „Ballada o końcu świata” (spektakl tel., TVP)
- 1984: „Piąta strona świata” (spektakl tel., TVP)
- 1984: „Romans teatralny z księciem i aniołem” (spektakl tel., TVP)
- 1985: „Ballada o Kasi i drzewie” (utwór dramatyczny, Teatr Animacji)
- 1985: „Hotel Minotaur”, wariant tytułu „Hotel Poznań” (spektakl tel., TVP)
- 1985: „Lipcowy Mikołaj” (spektakl tel., TVP)
- 1985: „Ucieczka” (spektakl tel., TVP)
- 1986: „Koza” (spektakl tel., TVP)
- 1986: „Strachy” (spektakl tel., TVP)
- 1986: „Wielkoludy” (utwór dramatyczny, Teatr Nowy; 1987: w TVP pt. „Ballada o olbrzymach”). Wystawiany w innych polskich teatrach
- 1987: „Ballada o olbrzymach” (utwór dramatyczny, TVP, 1986: w teatrze pt. „Wielkoludy”)
- 1988: „Burza w teatrze Gogo” (utwór dramatyczny, Teatr Nowy). Wystawiany też w innych polskich teatrach. Przekłady i inscenizacje zagraniczne
- 1988: „Mechaniczna Magdalena” (utwór dramatyczny, Teatr Dramatyczny im. J. Szaniawskiego) – scenariusz. Reżyseria I. Jun. Wystawiany w innych polskich teatrach
- 1989: „Ofelia” (spektakl tel., TVP)
- 1990: „Maszyna zmian” (utwór dramatyczny, Teatr Nowy). Fabuła odmienna od scenariusza ser. tel. Wystawiany w innym polskim teatrze
- 1991: „Mama – Nic” (utwór dramatyczny, Teatr Nowy). Wystawiany też w wersji musicalowej oraz w innych polskich teatrach
- 1994: „Tośka” (spektakl tel., TVP)
- 1999: „Jasiek” (monodram, przedstawienie impresaryjne, wykonanie: Z. Kerste). Wystawiany w polskich teatrach. Przekłady i inscenizacje zagraniczne

## Nagrody i wyróżnienia[3][6]
- 1987: wyróżnienie specjalne na XXVI Festiwalu Polskich Sztuk Współczesnych we Wrocławiu za przedstawienie dla dzieci Wielkoludy
- 1988: Nagroda im. Stanisława Wyspiańskiego za osiągnięcia w upowszechnianiu kultury teatralnej, a także za twórczość teatralną dla dzieci i młodzieży
- 1988: Nagroda Wielkopolskiego Funduszu Literatury w dziedzinie dramatu za sztukę Wielkoludy wystawioną przez Teatr Nowy w Poznaniu
- 1992: Nagroda Prezesa Komitetu ds. Radia i Telewizji za programy dla dzieci i młodzieży
- 1993: Srebrny Medal na The New York Tv Festiwal, USA
- 1994 (1998, 2001, 2009): Złote Koziołki – nagroda Międzynarodowego Festiwalu Filmów Młodego Widza „Ale Kino!” w Poznaniu
- 1994 (2005, 2006, 2009): nagrody Chicago Children’ Film Festiwal
- 1994: Nagroda Unesco za Wieżę Babel na Prix Jeunesse International w Monachium
- 1998 (2004, 2006, 2008): Prix Jeunesse International Festiwal w Monachium, Niemcy, Grand Prix
- 1998: Srebrny Słoń za twórczość dla dzieci na 3. Festiwalu Filmów Dziecięcych i Młodzieżowych w Warszawie
- 1998: Nominacja do Emmy Award 1998 /za film Telejulia/
- 1999: nagroda wrocławskiego ośrodka TVP za najlepszy scenariusz do przedstawienia Jasiek na WROSTJA we Wrocławiu
- 2004: Platynowe Koziołki – nagroda specjalna za całokształt twórczości filmowej dla dzieci i młodzieży na 22. Międzynarodowym Festiwalu Filmów Młodego Widza „Ale Kino!” w Poznaniu
- 2005: Grand Prix-Rockie Award na BANFF Festival, Kanada
- 2005: Dwie nagrody na Międzynarodowym Festiwalu Filmów dla Dzieci w Kairze za film Magiczne drzewo
- 2005: Grand Prix na 18. Międzynarodowym Festiwalu Prix Danube w Bratysławie za film Drewniany pies
- 2007: Emmy Award, USA 2007 (za film Magiczne drzewo)
- 2007: Silver Hugo Award, USA za najlepszy na świecie cykl filmowy 2007 (za cykl Magiczne drzewo)
- 2008: Nagroda Artystyczna Miasta Poznania[8]
- 2009: Nagroda Widowni B.A.M. Festival, New York
- 2009: Grand Prix i Nagroda Publiczności TICEF CHINY
- 2009: nagroda CIFEJ na Oulu Festiwal, Finlandia
- 2010: Grand Prix, ZLIN Czechy
- 2010: Grand Prix na Children’s Film Festiwal Christiansand, Dania
- 2010: IBBY - nagroda za najlepszą powieść roku dla dzieci 2009 (za powieść Magiczne drzewo)
- 2014: Nominacja – Best of the 50 years Prix Jeunesse International Festiwal w Monachium, Niemcy
- 2014: Nagroda Pary Prezydenckiej (Bronisława i Anny Komorowskich) za wybitne osiągnięcia w twórczości dla dzieci i młodzieży w kategorii film[9]
- 2015: Order Uśmiechu
- 2020: Nagroda ZAIKS-u za całokształt twórczości dla dzieci[10]
- 2022: Nagroda Bestsellery Empiku 2021 za powieść Bohaterowie magicznego drzewa. Stwór[11]